# 馴龍高手
《馴龍高手》（英語：How to Train Your Dragon）是一部由夢工廠動畫製作，於2010年上映的奇幻3D電腦動畫電影。其故事內容改編自葛蕾熙達·柯維爾於2003年所作的同名童書《如何馴服你的龍》。負責擔任該電影的配音員有傑·巴魯契、艾美莉卡·弗瑞娜、喬納·希爾、克里斯多福·米茲-布拉斯、大衛·田納特、克雷格·費格斯以及傑瑞德·巴特勒等人。
故事開場於虛構的維京世界，名為小嗝嗝（Hiccup）的年輕維京人渴望跟隨部落的傳統成為一位「屠龍高手」。在一天晚上意外地捕捉到了一隻傳說中的龍「夜煞」後，就逐漸地開始建立起與龍的交流，此契機進而幫助部落對他的改觀，他發現殺龍並無法解決問題，而是應以馴服來取代之。於2010年3月26日上映，並且獲得了壓倒性的一致好評。续集《驯龙高手2》于2014年6月13日在美國上映。《馴龍高手3》定於2019年2月22日在美國上映。

## 劇情
小嗝嗝（Hiccup）是博克島（Berk Island）上的維京首領史圖依克（Stoick）之子。他住的島上常常遭到龍群的侵襲，龙群以掠夺食物为目的，维京人的反抗也招致了龙群对村落的攻击。而小嗝嗝則是島上一位鐵匠戈伯（Gobber）的徒弟，有一手打铁的好手艺，但卻沒有屠龍的天賦，常常在与龙群的战斗中帮倒忙。
当天晚上，史圖依克在戈伯的建議下令小嗝嗝参与由戈伯親自指導的屠龍訓練課程，和其他的年輕維京人一起進行屠龙訓練。同時，史圖依克自己則帶領了一個維京船隊，打算出發尋找龍群的巢穴，以消滅牠們，革除後患。小嗝嗝則在聽說了「龍是很險惡的，见人就杀」一说之後又回到了當初找到夜煞的峽谷，思考这句话的正确性，並發現那隻龍仍然被困在那個峽谷中，原來是因為牠在被擊中摔落後失去了一半邊的尾翼，導致牠無法正常飛行。
於是，小嗝嗝就打算要和這隻龍交流，觀察並馴服牠，同時也給牠取了個名字——沒牙（Toothless）。小嗝嗝甚至還製做了一個輔助用的尾翼裝在沒牙的尾巴上。小嗝嗝第一次骑龙十分狼狈，刚装好尾翼就被龙倒拖升空。小嗝嗝暗中操控，夜煞完成了一段顺利的飞行。但夜煞注意到骑在尾巴上的小嗝嗝后，将他甩到池塘而夜煞也旋即失控落入池塘。这次飞行使夜煞知道了通过与人合作重返蓝天的可能性。在之后的相处中小嗝嗝不断改进，加装了鞍、控制踏板、挂钩，与没牙的配合也突飞猛进，更注意到没牙怕鳗鱼、喜欢挠痒痒而挠下巴会晕、喜欢龙草、爱追光点等习性，利用这些知识，小嗝嗝在他的屠龍訓練課程上有了惊人的進步。透過和沒牙的互動和觀察，小嗝嗝就學會了如何控制各種類型的龍，而這使得亞絲翠（Astrid）感到非常的懷疑和嫉妒。
史圖依克和他的船隊到最後只剩下殘破的一艘回到了島上，並沒有找到龍的巢穴。雖然史圖依克的心情感到很低落，但戈柏和其他留在島上的人告訴他小嗝嗝在屠龍訓練課程中優異的表現，使得他終於找到一個好機會能和兒子聊一聊。後來史圖依克送給了小嗝嗝一個頭盔作為獎勵——那是用小嗝嗝已逝的母親胸甲的半邊製作的。
後來，島上的長老選擇了他做為訓練班中表現最優異的學生，並給了他一次能夠在所有居民前殺死一隻龍的機會。這使得小嗝嗝決定要騎著沒牙離開博克島，但沒想到在路上，小嗝嗝遇到了跟踪至此的亞絲翠。亞絲翠逼问之下，小嗝嗝说他偷着吃小灶，于是乎亞絲翠做出经典动作，“这个（一拳）是因为你偷吃小灶，这个（一把斧頭）是因为其他的一切。”没牙扑向亞絲翠，小嗝嗝劝住没牙并竭力向打算跑回村莊中告訴大家的亞絲翠解释，亞絲翠不听，但沒牙卻抓住了她，小嗝嗝則請求阿翠給他一次向她解釋的機會。没牙趁此以连串的華麗飞行帮小嗝嗝博取了阿翠的芳心。兜風的路上，他們意外的碰到了一大群龍，正帶著捉回來的獵物成群的往牠們的巢穴飛。到了巢穴之後，小嗝嗝他們才發現龍群們捉來的獵物不是自己吃掉，而是全部餵給巢穴中一隻更巨大的龍作為食物，而如果龍群們沒有帶够食物回來，牠們就會被那隻大龍吃掉。在小嗝嗝他們回到了島上之後，亞絲翠就想要告訴島上的人們龍的巢穴的位置，但小嗝嗝為了要保護沒牙的安全，希望大家不要知道這件事，而亞絲翠也答應了小嗝嗝自己會保密，并向小嗝嗝表白（原話：这个（一拳）因为绑架我，这个（亲）因为其他的一切）。
隔天，在小嗝嗝和他所要戰鬥的龍——猛烈兇魘（Monstrous Nightmare）的戰場上，小嗝嗝放下了武器，並且嘗試著告訴大家龍群們其實並不像他們想像的那麼邪惡，只需要不傷害牠們，牠們也就不會攻擊。但是看见儿子支持异类，史圖依克拿锤子猛砸栏杆要求終止這場戰鬥，兵器的声音導致和小嗝嗝戰鬥的那隻龍基於反射動作下回擊了小嗝嗝。此時，躲在森林中的沒牙聽到了小嗝嗝的呼喊，卯足了劲爬出峡谷（没有小嗝嗝不能飞）往博克去解救小嗝嗝。而正好在猛烈兇魘差一點要殺死小嗝嗝的那一瞬間，沒牙在趕到並且解救了小嗝嗝。
小嗝嗝原本命令沒牙飛走，但是牠卻不聽話，因為牠認為在場其他的維京人也會傷害小嗝嗝。沒牙差一點就殺了史圖依克，但小嗝嗝及時要求沒牙住手，使得沒牙軟弱了下來，同時也很快的被在場的居民們給制伏了。後來，史圖依克對於小嗝嗝和龍之間的交情感到非常的生氣且嚴重的指責了他一番，小嗝嗝則不小心說出了他曾和沒牙一起到過龍的巢穴一事，使得史圖依克打算靠沒牙來帶著他們一起到龍的巢穴去。小嗝嗝請求史圖依克不要傷害沒牙，也警告了他有關巨龍的事情，但史圖依克都不理會他，还冷冰冰地说不要这个支持异类的儿子了。
於是，維京人們就將沒牙綁在船上，一起出發了。在島上，亞絲翠安慰了小嗝嗝，并刨根究底地探求小嗝嗝一开始不杀龙的原因。追问之下，小嗝嗝道出主旨，“我不想杀龙，我不想杀他是因为他看起來就跟我一樣害怕。”小嗝嗝在亞絲翠的激励下想出了一个计划，決定帶著伙伴们训练并騎著屠龍訓練中使用的龍群一起飛去劝回父亲。（关于这次驯龙中的故事参见短片——驯龙宝典）
當所有的維京人們都到了巢穴的島上後，他們準備要開戰了。他们架起投石机砸穿巢穴石壁并打算用火球熏走龙群。沒想到，才射出第一發火球，所有的龍群就飛離了這個島。正当大家欢庆胜利时，正如史圖依克担心的，皮糙肉厚火力强大的巨龍現身了，先是撞开石壁，无视投石机的攻击而后一開口噴了火就把所有維京人們的船都燒着了，包括綁著沒牙的那艘船。史圖依克下令撤退并打算牺牲自己引诱巨龙攻击換取逃跑时间。這時，小嗝嗝一行人飞抵了，即刻投入增援，其他伙伴全都飛去引開巨龍的注意力，小嗝嗝則趁機跑到那艘船上解救沒牙。沒想到，就在替沒牙鬆綁的時候，船被巨龙的尾巴扫断沉入了水中，小嗝嗝奮力想要鬆開仍然被綁住的沒牙，但差點溺死。這時，史圖依克及時趕到，救了他的兒子，自己則再次潛到水中成功的解救了沒牙。之後，小嗝嗝与没牙注意到巨龙的飞行能力，先激得巨龙腾空追击，然后发挥夜煞的优势隐匿在夜色中不断攻击削弱巨龙的飞行能力。巨龙漫天吐火点着了没牙的人造尾翼，趁还能控制之时，小嗝嗝与没牙以配合无间的极速俯冲引诱巨龙俯冲追击，并在接近地面转入平飞前，以之前学到的向龙嘴里吐火的攻击方式分散了巨龙的注意力。最终，翅膀受损、下降过快的巨龙撞死在地上。小嗝嗝和沒牙終於成功的消滅了巨龍。不過，由于人造的半边尾翼烧毁控制不灵，小嗝嗝被巨龙的锤尾扫进爆炸的烈焰中，而难以控制飞行的沒牙也努力的往下飛想要抓住小嗝嗝。後來史圖依克走進了廢墟中尋找他的兒子，沒想到只看到虚弱的沒牙躺在石子上，鞍上空空如也。那時，大家都認為小嗝嗝在爆炸波中死亡了，但後來才發現原來沒牙抓住了他，藏在身下并包在了自己的翅膀中。
幾天之後，小嗝嗝在他的房間中醒過來了，並看到沒牙在他房間中守著他。他下了床之後，才發覺那天從空中掉到爆炸波中使得他喪失了他的左小腿，而換上了一個戈柏用鐵製作的義肢。小嗝嗝緩慢的走出了家門，並看到博克島已經整個改頭換面了：原本海上觀察龍的火炬台變成了巨大的飼料碗，而居民們也很歡迎由小嗝嗝和没牙解放的龍群到島上來居住。大家都很高興小嗝嗝醒過來了，而他也被大家稱為英雄，而亞絲翠，給了小嗝嗝一個驚喜——这个（一拳）因为吓我，这个（亲）因为其他的一切。史圖依克与戈柏更送给小嗝嗝和没牙一个崭新的人造尾翼，控制踏板专为小嗝嗝的義肢设计。最後，小嗝嗝和阿翠就騎上了他們的龍，一起去環繞了全新的博克島。自此，維京人和龍群之間的戰爭停息。

## 角色

### 介绍
小嗝嗝·阿倫德斯·哈德克三世（Hiccup Horrendous Haddock III）
小嗝嗝為維京人和龍族帶來了和平，是伯格島居民心目中的英雄。
大塊頭史圖依克（Stoick the Vast）
伯格島偉大的領袖和小嗝嗝的父親。
戈伯（Gobber the Belch）
史圖依克的好友。專做屠龍武器的鐵匠，後轉為打造騎龍用的鞍子，並給龍類當起了牙醫。
亞絲翠·賀夫遜（Astrid Hofferson）
亞絲翠，自信果敢，喜歡危險。
魚腳司·英格馬（Fishlegs Ingerman）
魚仔腳是個膽小怕事的男孩，寧願保守行事也不願打破規矩。他熱愛研究各種龍族的特色和性格，雖然他非常容易受到驚嚇，但他聰明，記憶力又好。
鼻涕粗·約葛森（Snotlout Jorgenson）
驕傲自大自命不凡，暗戀亞絲翠的人。
悍夫那特·托爾斯頓與暴芙那特·托爾斯頓（Tuffnut and Ruffnut Thorston）
雙胞胎兄妹，越瘋狂的事他們越喜歡。

### 配音员
| 配音                           | 配音          | 配音          | 角色                                                                 |
| 美國                           | 台灣          | 香港          | 角色                                                                 |
| ------------------------------ | ------------- | ------------- | -------------------------------------------------------------------- |
| 傑·巴魯契                      | 陳漢典        | 麥浚龍        | 小嗝嗝·阿倫德斯·哈德克三世（Hiccup Horrendous Haddock III）          |
| 傑拉德·巴特勒                  | 林谷珍        | 羅偉亮        | 大塊頭史圖依克（Stoick the Vast）                                    |
| 克雷格·费格斯                  | 康殿宏        | 譚詠麟        | 戈伯（Gobber the Belch）                                             |
| 艾美莉卡·弗瑞娜                | 郭采潔        | 薛凱琪        | 亞絲翠·賀夫遜（Astrid Hofferson）                                    |
| 克里斯多夫·敏兹-普里斯         | 張永政        | 郭俊廷        | 魚腳司·英格馬（Fishlegs Ingerman）                                   |
| 喬納·希爾                      | 廖永祥        | 文傑聰        | 鼻涕粗·約葛森（Snotlout Jorgenson）                                  |
| 托德·約瑟夫·米勒 克莉絲汀·薇格 | 李建德 吳貴竹 | 蔡忠衛 何璐怡 | 悍夫那特·托爾斯頓與暴芙那特·托爾斯頓（Tuffnut and Ruffnut Thorston） |
| 大衛·田納特                    |               |               | 嘮叨粗（Spitelout）                                                  |
| 大衛·田納特                    |               |               | 嘮叨粗的父亲（Snotlout's Father）                                    |
| 大衛·田納特                    |               |               | （Stoick's Second-in-command）                                       |

## 製作

早期角色「沒牙」和「小嗝嗝」的繪畫構想

### 開發
在這部電影剛開始製作的階段時，其故事的情節和小說原著幾乎完全相同，但是後來卻有做更改。製作過程進行約一半時，迪士尼電影《星際寶貝》的編劇兼導演克里斯·桑德斯以及迪恩·戴布洛伊兩人一起來參與了這部電影的導演。根據角色小嗝嗝（Hiccup）的配音員傑·巴魯契的說法，原本的劇情「和原著極度的接近」，但是被認為表現得太「幼稚」、「甜蜜」和「詼諧」，能夠被接受的年齡層較低。 在原本的小說中，小嗝嗝的龍，沒牙（Toothless）是龍的品種中非常小的，但在更改過的構想中，沒牙變成了一隻「夜煞」（Night Fury），是所有龍中最少見的，而且體型也大到足夠讓小嗝嗝和亞絲翠（Astrid）兩人一起乘坐在牠上面。
電影的製作群雇用了攝影技師罗杰·狄金斯（著名於常常和柯恩兄弟的作品合作）作為這部電影的視覺效果顧問，並請他幫忙加強了電影的打光、整體的視覺效果以及加入了一點動作方面上的「實際感」。

### 原聲帶
《馴龍高手》的電影原聲帶已於2010年3月23日由夢工廠發行上市，台灣區發行日原定為5月14日，後因進貨延誤遲至6月23日才上市；所有曲目皆由作曲家約翰·包威爾譜寫，除了以下有特別標示者外。
| 曲序     | 曲目                                        | 时长    |
| -------- | ------------------------------------------- | ------- |
| 1.       | This Is Berk                                | 4:10    |
| 2.       | Dragon Battle                               | 1:55    |
| 3.       | The Downed Dragon                           | 4:16    |
| 4.       | Dragon Training                             | 3:11    |
| 5.       | Wounded                                     | 1:25    |
| 6.       | The Dragon Book                             | 2:22    |
| 7.       | Focus, Hiccup!                              | 2:05    |
| 8.       | Forbidden Friendship                        | 4:11    |
| 9.       | New Tail                                    | 2:48    |
| 10.      | See You Tomorrow                            | 3:56    |
| 11.      | Test Drive                                  | 2:36    |
| 12.      | Not So Fireproof                            | 1:12    |
| 13.      | This Time For Sure                          | 0:44    |
| 14.      | Astrid Goes For A Spin                      | 0:43    |
| 15.      | Romantic Flight                             | 1:56    |
| 16.      | Dragon's Den                                | 2:29    |
| 17.      | The Cove                                    | 1:11    |
| 18.      | The Kill Ring                               | 4:29    |
| 19.      | Ready The Ships                             | 5:14    |
| 20.      | Battling The Green Death                    | 6:18    |
| 21.      | Counter Attack                              | 3:05    |
| 22.      | Where's Hiccup?                             | 2:44    |
| 23.      | Coming Back Around                          | 2:51    |
| 24.      | Sticks & Stones（由喬恩·托爾·比爾吉遜演出） | 4:06    |
| 25.      | The Vikings Have Their Tea                  | 2:03    |
| 总时长： | 总时长：                                    | 1:11:57 |

## 銷售

### 宣傳
這部電影的第一部預告片是於2009年11月6日在電影《聖誕夜怪譚》開始之前播出的。第二部長一分鐘的預告片則是於同年的12月18日在《阿凡達》之前播出的。第三部預告片也在該電影上映之前的三週於2010年3月5日在《魔境夢遊》開始前出現於螢光幕上。而這部電影也曾被財政分析家指出將成為製片廠收入最重要的電影之一，因為這部電影的市場推銷計畫很完善，另外也因為它開發續集的潛在可能性極高。這部電影也在上映前兩個星期於2010年冬季奧林匹克運動會上做了廣大的宣傳和推銷。而儘管再兩週就要上映了，仍然還是有一部預告片於電影《遜咖日記》放映前播出了。

### 電子遊戲
美國動視公司也為這部電影發行了一套和電影同名的電子遊戲，適用的平台為Xbox 360、PlayStation 3、Wii以及Nintendo DS。遊戲內容主要是讓玩家設計屬於自己的龍，並利用牠和其他的龍決鬥。另外，Glu Mobile也將推出一套適用於iPhone以及iPod Touch平台的同名電子遊戲。

### 書本
「iStorytime」公司也會推出一本電子書，並可以在iPhone、iPod Touch以及iPad上下載並閱讀。

### 電視版
台灣的馴龍高手電視版中文配音版本於2013年3月24日至卡通頻道上映，目前第一季《馴龍高手：博克島騎士》共有20集。2014年6月2日於卡通頻道上映播出第二季《馴龍高手：捍衛博克島》。
香港的馴龍高手電視版在香港以《馴龍騎士》的名稱於無線兒童台2013年12月12日播出，而第二季於2014年8月11日首播。

## 發行

### 首映
有鑑於當時在俄羅斯的兒童假期，這部電影就在俄羅斯指定的電影院中於2010年3月13日上映了，並於3月18日完整上映（較北美洲的上映日期早兩週）。這部電影於3月19日在菲律賓上映了2D和3D的版本，IMAX 3D的版本則於3月26日上映。另外，印尼則在3月20日於指定的電影院中上映，2D和3D的版本則隔了一週才和北美洲同步上映。

### 3D螢幕的爭奪戰
根據2010年2月的報導，夢工廠的執行長傑佛瑞·凱森柏格曾向華納兄弟對於將《超世紀封神榜》這部電影由2D改為3D後在《馴龍高手》上映後的下一個星期緊接著上映的決定提出了抗議。 娛樂新聞記者金·馬斯特斯（Kim Masters）將2010年3月的3D上映排程形容為「大塞車」，並指出雖然《馴龍高手》有3D螢幕的支援，但這段時間3D螢幕供應的不足仍然會影響凱森柏格有關這部電影收入的願景。
2010年3月，電影企業的主管人員曾向派拉蒙電影公司提出告訴，說道派拉蒙曾使用高壓的脅迫手段要求電影院播放《馴龍高手》，而影響了另外幾部同樣正在競爭的《超世紀封神榜》以及《魔境夢遊》等片。因為大多數具備有3D螢幕的電影院指出，電影院中通常只有一個3D螢幕，而不能同時放映一部以上的3D電影。

### 票房收入
《馴龍高手》曾在其上映的第一個週末拿下了北美的票房冠軍，並獲得了約4330萬美元的收入。截至2010年4月26日止，這部電影即在美國以及加拿大地區獲得了約2.17億美元、以及其它地區約2.77億美元的票房收入，全球總收入共約4.94億美元。

### 評價
《馴龍高手》獲得全面性的一致好評。它在知名的電影評論網站爛番茄上基於208位專業影評獲得了99%的高分新鮮度好評，拿到了平均分數10分中的7.89分：這相當於2009年時由皮克斯所製作《天外奇蹟》的高評價。 另外，根據爛番茄上「最佳影評」（多數為來自報章雜誌、網站、電視以及廣播節目上的知名影評）的評分結果，基於29篇評論也拿到了93%的佳績。 該評論網站整體的評價總結為：「值得誇耀且令人目眩的動畫，劇本有著驚人的戲劇深度，搭上驚險的3D畫面，《馴龍高手》不可限量。」 在另一評論網站Metacritic上統計出來的影評平均分數，則是基於33篇評論獲得了平均分數100分中的74分。 至於在CinemaScore網站上，電影上映首週觀眾給予的平均分數，則獲得了A+至F值中A的高評價。
《芝加哥太陽報》的知名影評羅傑·艾伯特給了這部電影滿分4顆星中的3顆，並表示「本片大量時間用在馴服龍族以及惡龍的空戰之間，並沒有太多角色性格或故事發展。但不可置否，表現確實亮眼、好看而且極度熱血。」《今日美國》的克勞迪亞·普伊格（Claudia Puig）則給了這部電影4顆星中的3.5顆，並說道：「這是一部激動人心的動作冒險傳奇故事且令人振奮的3D動畫，巧妙的喜劇搭配聰明機智對話。有著驚人的深度，以及人與動物之間友誼的甜美動人故事。 」《滾石》雜誌的彼得·崔佛斯也對這部電影發表了好評，並給予了它4顆星中的3顆，說道：「這部電影所表現出的奇蹟般3D動畫效果足以讓你驚豔到連襪子都掉下來了。」奧蘭多守望報的羅傑·摩爾則給予了這部電影4顆星中的2.5顆，說道：「與其說這部電影是個喜劇片，還不如說它是一部看起來更成熟的情景喜劇（Dramedy），或是一部闡述『你對世界的一切認知都是錯誤的』的道理的電影。而那使得這部電影就像在糟蹋一本可笑的書、一堆滑稽的演員和一些拼湊起來的搞笑動畫。」《紐約郵報》的凱爾·史密斯給了這部電影4顆星中的2顆，表示「這部電影就像一部給傻瓜看的《阿凡達》一樣，只不過那個電影名稱已經被《阿凡達》給用去罷了。」  美國電視節目At The Movies中的A·O·史考特（A. O. Scott）則認為電影中的角色和故事並不是這部電影的精華所在，但是卻很喜歡電影使用的鏡頭製作方法，說道：「那種有如飛到天空中刺激翱翔的感覺非常值回票價，所以趕快去看吧！」村聲雜誌的影評艾拉·泰勒則批評這部電影為一部「足夠，但太平庸的動畫故事」。《ReelViews》的影評詹姆斯·柏拉迪納里也給了這部電影好評，拿到了4顆星中的3.5顆，並說道：「電影的技術純熟，且具備了一個風趣、機智、極有深度的劇本。這使得《馴龍高手》的水準幾乎已經達到了最近幾年皮克斯發行的作品，而它的水準也輕易的超越了夢工廠前九年來所製作的那些作品。」娛樂周刊的影評歐文·葛雷博曼給了這部電影A-的分數，並說道：「雖然《馴龍高手》也是使用一般的方式來娛樂觀眾，但它卻是一部用3D的方式來呈現它完美的空間性以及表情動作的罕見電影。」

## 獎項和榮譽
| 頒獎典禮           | 獎項                   | 受獎者                                        | 結果 |
| ------------------ | ---------------------- | --------------------------------------------- | ---- |
| 華盛頓影評人協會奬 | 最佳動畫片             | 《馴龍高手》                                  | 提名 |
| 廣播影評人協會獎   | 最佳動畫片             | 《馴龍高手》                                  | 提名 |
| 第37屆全美民選奬   | 最喜愛家庭電影         | 《馴龍高手》                                  | 提名 |
| 2010青少年票選獎   | 電影選擇獎：動畫片     | 《馴龍高手》                                  | 獲獎 |
| 第15屆金衛星獎     | 最佳動畫／真人動畫電影 | 《馴龍高手》                                  | 提名 |
| 第38屆安妮獎       | 最佳動畫電影           | 《馴龍高手》                                  | 獲獎 |
| 第38屆安妮獎       | 最佳動畫電影導演       | 克里斯·桑德斯、迪恩·戴布洛伊                  | 獲獎 |
| 第38屆安妮獎       | 最佳動畫電影編劇       | William Davies、迪恩·戴布洛伊、克里斯·桑德斯  | 獲獎 |
| 第38屆安妮獎       | 最佳動畫電影音樂       | 約翰·包威爾                                   | 獲獎 |
| 第38屆安妮獎       | 最佳動畫電影配音       | 傑·巴魯契－小嗝嗝（Hiccup）                   | 獲獎 |
| 第38屆安妮獎       | 最佳動畫電影配音       | 傑瑞德·巴特勒－史圖依克（Stoick）             | 提名 |
| 第38屆安妮獎       | 最佳動畫視覺效果       | Jason Mayer                                   | 提名 |
| 第38屆安妮獎       | 最佳動畫視覺效果       | Brett Miller                                  | 獲獎 |
| 第38屆安妮獎       | 最佳動畫電影角色動畫   | Gabe Hordos、Jakob Hjort Jensen、David Torres | 獲獎 |
| 第38屆安妮獎       | 最佳動畫電影角色設計   | Nico Marlet                                   | 獲獎 |
| 第38屆安妮獎       | 最佳動畫電影製作設計   | Pierre Olivier Vincent                        | 獲獎 |
| 第38屆安妮獎       | 最佳動畫電影分鏡       | Alessandro Carloni                            | 提名 |
| 第38屆安妮獎       | 最佳動畫電影分鏡       | Tom Owens                                     | 獲獎 |
| 第38屆安妮獎       | 最佳動畫電影宣傳       | 《馴龍高手》                                  | 提名 |
| 第68屆金球獎       | 最佳動畫電影           | 《馴龍高手》                                  | 提名 |
| 第83屆奧斯卡金像獎 | 最佳動畫長片           | 《馴龍高手》                                  | 提名 |
| 第83屆奧斯卡金像獎 | 最佳原創音樂           | 約翰·包威爾                                   | 提名 |

## 外部連結
- 互联网电影数据库（IMDb）上《馴龍高手》的资料（英文）
- 大卡通資料庫上《馴龍高手》的資料（英文）

- AllMovie上《馴龍高手》的资料（英文）
- Box Office Mojo上《馴龍高手》的資料（英文）
- 爛番茄上《馴龍高手》的資料（英文）
- Metacritic上《馴龍高手》的資料（英文）
- 開眼電影網上《馴龍高手》的資料（繁體中文）
- 时光网上《馴龍高手》的資料（简体中文）
- 豆瓣电影上《馴龍高手》的資料 （简体中文）